# Bufonia stapfiana
Bufonia stapfiana là loài thực vật có hoa thuộc họ Cẩm chướng. Loài này được Parsa mô tả khoa học đầu tiên năm 1952.